# John Logan (Schriftsteller)

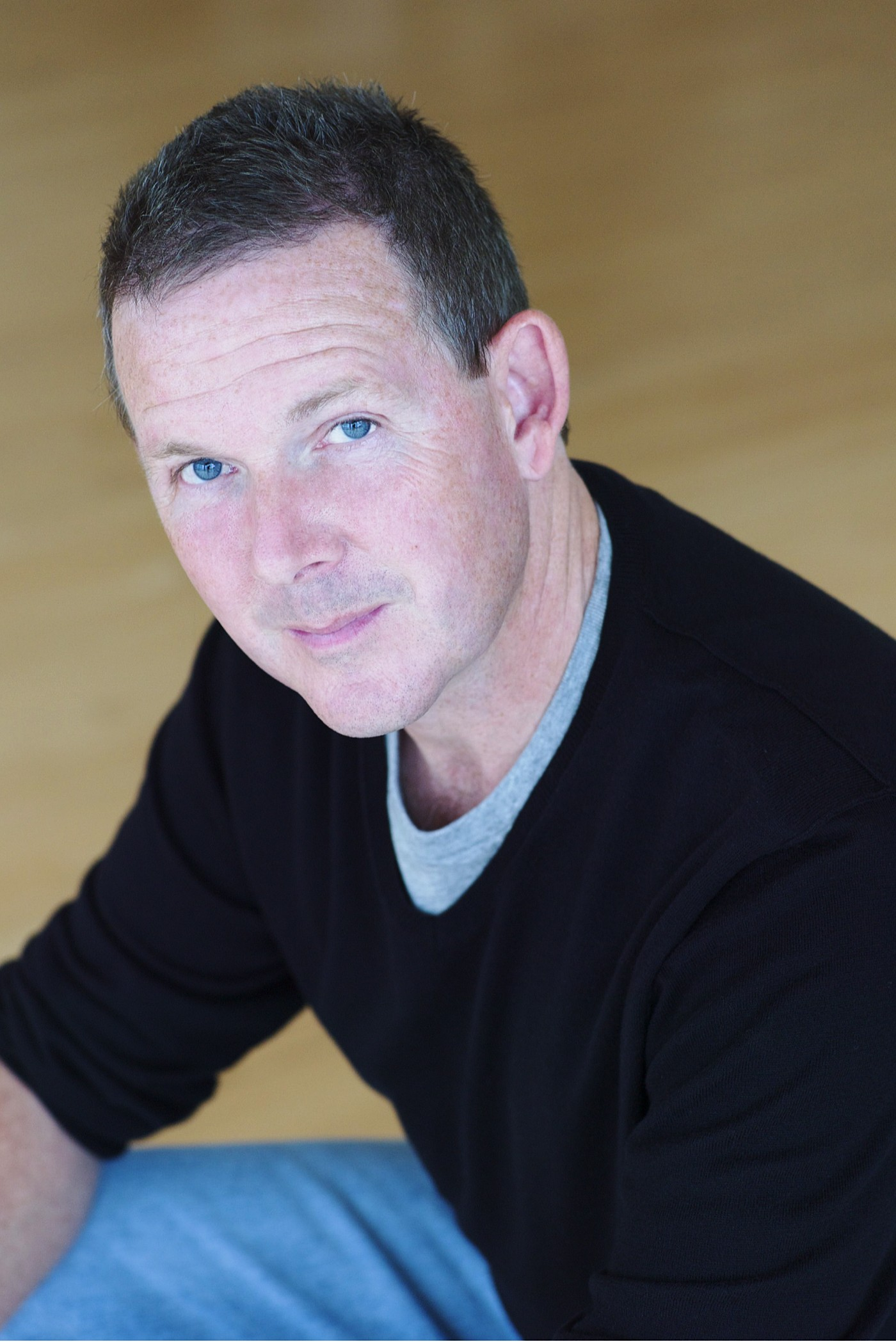
John Logan

John Logan (* 24. September 1961 in San Diego, Kalifornien) ist ein US-amerikanischer Dramatiker und Drehbuchautor sowie Film- und Fernsehproduzent.

## Leben und Karriere

### Theater
Logan studierte bis 1983 an der Northwestern University in Chicago. Nach dem Examen arbeitete er zehn Jahre lang als bibliothekarische Hilfskraft in der Law Library der Northwestern University. In dieser Zeit schrieb er zahlreiche Stücke für Chicagoer Theatergruppen, darunter Never the Sinner (1985), Hauptmann (1986), Music From A Locked Room (1989), Riverview: A Melodrama With Music (1991), Scorched Earth (1991) und The View from Golgotha (1996). Sein Zweipersonenstück Red über den Maler Mark Rothko wurde 2009 in London uraufgeführt. Die Inszenierung von Michael Grandage wurde 2010 vom John Golden Theatre am Broadway übernommen und erhielt sechs Tony Awards, darunter den für das beste Stück, nachdem es in sieben Kategorien nominiert worden war.
2013 wurden zwei Stücke von Logan in London und in New York uraufgeführt. Peter und Alice mit Judi Dench und Ben Whishaw in den Hauptrollen hatte am 25. März 2013 im Noel Coward Theatre in London Premiere, Regie führte Michael Grandage. Am 24. April 2013 folgte I'll Eat You Last: A Chat with Sue Mengers am Booth Theater am Broadway. Regie führte Joe Mantello, die Hauptrolle spielte Bette Midler. 
Logan schrieb das Buch für das Bühnenmusical Moulin Rouge!, das 2018 Premiere hatte. Es basiert auf dem gleichnamigen Musicalfilm von 2001.

### Film
Seit Mitte der 1990er Jahre ist er auch als Drehbuchautor tätig. Sein Debüt gab Logan 1996 mit dem Film Tornado!. Zu seinen bekanntesten Filmen zählen Gladiator (2000) und Star Trek: Nemesis (2002). Im Jahre 2001 war er für das Drehbuch zu Gladiator für den Oscar nominiert, 2005 erhielt er eine Nominierung für Aviator in der gleichen Kategorie und 2012 erneut für Hugo Cabret. 2001 wurde für sein Drehbuch zu Citizen Kane – Die Hollywood-Legende mit dem WGA Award in der Kategorie Fernsehen ausgezeichnet. 2004 wurde er auf dem Hollywood Film Festival als Drehbuchautor des Jahres ausgezeichnet.
Durch sein Drehbuch zu Hugo Cabret (2011) arbeitete er bereits zum zweiten Mal nach Aviator mit dem Regisseur Martin Scorsese zusammen. 2011 schrieb er das Drehbuch zu Ralph Fiennes’ Verfilmung von Shakespeares Coriolanus. Im gleichen Jahr arbeitete Logan am Drehbuch für den 23. James-Bond-Film Skyfall, der im Herbst 2012 erschien. Logan war auch an James Bond 007: Spectre (2015) beteiligt.
2014 entwickelte er die Idee zur Showtime-Fernsehserie Penny Dreadful, zu der er auch alle Drehbücher für die ersten beiden Staffeln beisteuerte. Er verantwortete auch die Nachfolgeserie Penny Dreadful: City of Angels, die im April 2020 anlief.
Mit dem Film They/Them von 2022 gab Logan neben der Drehbucharbeit sein Debüt als Regisseur.

## Zitate
„Wenn du ein Drehbuchschreiber werden willst — ein erfolgreicher Drehbuchschreiber — hier ist das Geheimnis… Was du tun mußt ist großartig — sag’s niemand weiter.
Du mußt den Hamlet lesen, und dann mußt du ihn nochmal lesen, du mußt ihn lesen, bis du jedes Wort verstanden hast. Dann kannst du vielleicht zu King Lear übergehen. Danach kannst du dich vielleicht mit Troilus und Cressida befassen.“

„Aber die größte Meisterschaft, Worte für die Charaktere zu formulieren können dir die Leute beibringen, die die Form über Jahrhunderte erfunden haben.

Für mich ist es essentiell, dass die Leute das verstehen, und insbesondere Shakespeare wegen der Sprache.“

## Ehrungen
2016 wurde ein Asteroid nach ihm benannt: (107379) Johnlogan.

## Theaterstücke
- 1985: Never the Sinner; UA 1985 im Stormfield Theater, Chicago; Regie: Terry McCabe
- 1988: Speaking in Tongues
- 1991: Hauptmann
- 1992: Riverview
- 1996: The View from Golgotha
- 2009: Rot (2009); UA 2009 im Donmar Warehouse, London; Regie: Michael Grandage
- 2013: Peter and Alice (2013)
- 2013: I'll Eat You Last: A Chat with Sue Mengers
- 2014:The Last Ship, Musical (Musik Sting)
- 2018: Moulin Rouge!, Musical; UA 2018 im Emerson Colonial Theatre, Boston
- 2019: Superhero,  Musical; UA 28. Februar 2019 Off-Broadway (Second Stage Theatre), New York

## Filmografie (Auswahl)
- 1996: Tornado!
- 1999: Bats – Fliegende Teufel (Bats)
- 1999: Citizen Kane – Die Hollywood-Legende (RKO 281)
- 1999: An jedem verdammten Sonntag (Any Given Sunday)
- 2000: Gladiator
- 2002: The Time Machine
- 2002: Star Trek: Nemesis
- 2003: Sinbad – Der Herr der sieben Meere (Sinbad: Legend of the Seven Seas)
- 2003: Last Samurai (The Last Samurai)
- 2004: Aviator (The Aviator)
- 2006: The Few
- 2007: Sweeney Todd – Der teuflische Barbier aus der Fleet Street (Sweeney Todd: The Demon Barber of Fleet Street)
- 2011: Rango
- 2011: Hugo Cabret (Hugo)
- 2012: James Bond 007: Skyfall (Skyfall)
- 2014–2016: Penny Dreadful (Fernsehserie, Schöpfer)
- 2015: James Bond 007: Spectre (Spectre)
- 2016: Genius – Die tausend Seiten einer Freundschaft (Genius)
- 2017: Alien: Covenant
- 2018: Red
- 2020: Penny Dreadful: City of Angels (Fernsehserie, Schöpfer)
- 2022: They/Them (auch Regie)

## Auszeichnungen
Logan hat insgesamt 7 Filmpreise gewonnen, darunter einen BAFTA für Skyfall, und wurde für 40 weitere nominiert. Sein Theaterstück Red erhielt 6 Tony Awards, den New Yorker Theaterpreis und den Outer Critic Circle Award als herausragendes neues Broadwaystück.
Oscar
- 2001: Nominierung für Gladiator
- 2005: Nominierung für Aviator
- 2012: Nominierung für Hugo Cabret

Golden Globe Award
- 2008: für Sweeny Todd (in der Kategorie „Best Motion Picture – Musical or Comedy“)

Tony Award
- 2010: Bestes Theaterstück, für Red

Hollywood Film Awards
- 2004: Screenwriter of the Year – für The Aviator